# 小行星4300
小行星4300（英語：4300 Marg Edmondson）是一颗围绕太阳公转的小行星。1955年9月18日，Indiana University在摩根县发现了此天体。
这颗小行星的绝对星等为148.35516等。